# Ermita de San Antonio Abad (Oliva)
La ermita de San Antonio Abad de Oliva es un edificio construido durante el siglo XVIII de estilo neoclásico.

## Encabezado
Se trata de un edificio neoclásico que se construyó durante el siglo XVIII que originalmente estaba destinado al culto religioso. No obstante, en la actualidad el edificio se encuentra en un estado de ruina. Pertenece a una propiedad privada. Se ubica a las afueras de la localidad, en el mismo lugar donde existía un convento perteneciente a la orden de los franciscanos, el de Santa María del Pi de 1448 y que fue derrumbado por un terremoto al igual que la ermita del castillo de Santa Ana el día 26 de diciembre de 1598.

## Descripción
En la fachada principal aún se pueden apreciar restos de las policromías originales que decoraban el exterior. Posee dos relojes de sol uno en cada lado. Una ventana rectangular se abre en este lugar (posiblemente para albergar una vidriera) que dejara pasar la luz al interior. Finalmente, una espadaña remata la construcción apoyada por dos aletones en cada extremo. En ella, se abre una ventana de medio punto, que contiene una campana fundida por los Roses de Silla, seguramente en la década de los años cuarenta. En los laterales se encuentran los contrafuertes que sustentan el peso de la nave central.
El interior del edificio igualmente se encuentra en ruinas.  En la nave central se disponía una bóveda de cañón hasta el altar mayor, donde había una imagen dedicada a San Antonio. En las dos naves laterales se ubicaban las capillas. 

## Fiestas, rituales religiosos
En fiestas de pascua se celebraban los correspondientes rituales en la ermita y era típico ir a comer la mona.